# ピアノ協奏曲 (ブゾーニ)
フェルッチョ・ブゾーニのピアノ協奏曲作品39ハ長調は、ブゾーニが作曲・発表した唯一のピアノ協奏曲。1902年ごろから作曲が始められ、1904年に完成した。楽曲は5楽章からなり、終楽章には男声合唱が登場し、ピアノ・パートはその技術的難しさとは裏腹にソリストとしての見せ場がないなど、一般的なピアノ協奏曲とは異質なものである。ソラブジの一連の巨大なピアノ協奏曲群の先駆的な作品である。
初演は1904年11月10日にベルリンで作曲者のピアノ、カール・ムック指揮のベルリン・フィルハーモニー管弦楽団及びカイザー・ヴィルヘルム教会合唱団により行われた。
終楽章に登場する合唱は、幻に終わったデンマークの劇作家アダム・エーレンスレーヤー (Adam Oehlenschläger) の戯曲「アラジン」を題材にした総合芸術構想の、最後に全曲を結ぶはずだったアッラーを讃える合唱の部分である（原語はデンマーク語だが、ここでは作者自身によるドイツ語訳が用いられている）。しかし、この協奏曲の全体はこの「アラジン」の構想に基づいているわけではない。第2楽章と第4楽章ではイタリアの民謡の旋律が用いられている（作曲者本人も述べている）など、この作品には多種多様な要素が入っており、雑多すぎる印象を与えるほどである。
このような特徴のため、初演以来、この作品は統一性の欠如という批判を受けてきた。ドイツの批評家からは第2、第4楽章のイタリア風の「不純」な要素の混入を批判された。一方イタリアの批評家からは終楽章に混入したドイツ語歌詞、第3楽章のワーグナー風の重々しい晦渋な様式などをドイツの「汚染」と批判された。
このような評価は、ゲルマン的とラテン的が同居する「ブゾーニ的」さを浮き彫りにしている。
日本では、1990年代に『題名のない音楽会』で終楽章の抜粋が演奏されたことがあるが、全曲初演は2001年4月22日に東京オペラシティコンサートホールにおいて、マルカンドレ・アムランのピアノ、沼尻竜典指揮の東京フィルハーモニー交響楽団により行われた。
ちなみに、ピアノ協奏曲に合唱を導入する試みはこの曲が最初ではなく、ベートーヴェンの『合唱幻想曲』作品80、ダニエル・シュタイベルトの『ピアノ協奏曲第8番』（1820年初演、未出版）、アンリ・エルツの『ピアノ協奏曲第6番』作品192（1858年）という先例がある（これらはブゾーニ同様に終楽章に合唱が登場する）。このうちエルツの協奏曲では、ブゾーニ同様アラーが題材として取り上げられている（作詞者は不明）。

## 曲の構成
- 第1楽章　Prologo et Introito (Allegro dolce e solenne)
- 第2楽章　Pezzo Giocoso (Vivacemente ma senza fretta)
- 第3楽章　Pezzo Serioso (Andante sostenuto pensoso)
- 第4楽章　All'Italiana (Vivace in un tempo)
- 第5楽章　Cantico (Largamente)
  - 作曲者は、男声合唱は見えないようにした方がよいと語っている。

管弦楽の楽器編成は3管編成（打楽器が拡張されている）。
演奏時間は約1時間20分。
アダム・エーレンスレーヤー作 合唱部歌詞 訳
永遠なる力に向かって汝の心を高めよ
アラーに近づき、彼の成し遂げた事を見よ
地上の光の中では
喜びと悲しみが交錯するが
世界を支える柱は変わることなくそこにしっかりと立っている
何千年も何千年も、そして何千年もの間
かの力のうちにありつつ
輝くしくまた堅固に光を放ちつづけている
その不滅のありようを示しながら
その不滅のありようを示しながら
心は燃え上がったり醒めたりするし
生と死は戯れながら交錯する
だが落ち着きと辛抱強さに満たされて堂々とそして力強く
これまでもそしてこれからも存在し続ける
永遠なる力に向かって汝の心を高めよ
アラーに近づき、彼の成し遂げた事を見よ
アラーに近づき、彼の成し遂げた事を見よ
彼の成し遂げたことを見よ
死んだ世界がいまや遂に生き返る
神を称えつつ、死は沈黙するのみだ

## 類似作品
形態の類似する作品に
- スクリャービン：交響曲第5番「火の詩」
- ソラブジ：ピアノと大管弦楽、合唱とオルガンのための交響曲第1番（KSS・30）、第2番（KSS・51）

などがある。